# 89909 Linie
89909 Linie este un asteroid din centura principală de asteroizi.

## Descriere
89909 Linie este un asteroid din centura principală de asteroizi. A fost descoperit pe 8 martie 2002 la Observatorul Kleť, în cadrul proiectului KLENOT. Asteroidul prezintă o orbită caracterizată de o semiaxă mare de 3,13 ua, o excentricitate de 0,09 și o înclinație de 1,6° în raport cu ecliptica.